# Aspergillus clavatonanicus
Aspergillus clavatonanicus är en svampart som beskrevs av Bat., H. Maia & Alecrim 1955. Aspergillus clavatonanicus ingår i släktet Aspergillus och familjen Trichocomaceae.   Inga underarter finns listade i Catalogue of Life.